# 恩全君
恩全君（은전군；1759年8月14日—1777年），諱襸（찬），字憐哉（연재），別稱荷葉生（하엽생）。 是李氏朝鮮的宗室，朝鮮英祖的庶次子思悼世子庶三子，母親是景嬪朴氏。

## 生平
生於英祖卅五年（1759），英祖四十一年（1765）六月廿六日，英祖發覺恩全君的名與懿昭世孫的字相同，命領議政洪鳳漢等人重新擬恩全君的名，三日後，領議政請英祖決定恩全君的新名，英祖定名“襸”。1761年他的父親思悼世子之原因不詳的狂氣，劍殺及景嬪朴氏。
英祖四十七年（1771），受全恩君、海溪君、恩全君為宗親府有司堂，英祖四十九年（1773）三月四日，為恩全君進行揀擇禮，翌日，人選為趙峸（為金龜柱的親戚）的女兒（本貫平壤），六月廿五日，與趙峸之女行嘉禮，十月四日，封嘉德大夫（吏曹官員誤書為崇憲大夫翌日更正），英祖五十年（1774）二月三日，封綏德大夫，五月一日，贈犀帶一部，五月二十日，受都摠管一職，九月十九日，受司饔院提調一職，英祖五十一年（1775）四月廿四日，封興祿大夫，十二月十日，封顯祿大夫，英祖五十二年（1776）一月十七日，受宗簿寺提調一職，命恩全君修正「八高祖圖」、「王妃世譜」，二月五日，與恩彥君詣奉恩墓（即莊祖之墓），奉審丁字閣，行奠酌禮，三月五日，英祖於慶熙宮集慶堂昇遐，享壽八十三歲（虛歲），洪麟漢、鄭厚謙與洪啟能及其子洪信海、姪子洪履海、前參判閔弘燮、前承旨李澤遂等人趁機謀反，欲擁戴宗親恩全君為王，但以失敗告終，正祖即位年五月，恩全君削去爵位，罷兵曹入值堂郎一職，七月，主謀洪麟漢、鄭厚謙於流放地被賜死，正祖元年（1777）十月，官員上疏表示，李襸雖是王室宗親，但犯下逆謀大罪，乃宗室罪人，天理難容，懇請國王將之正法，正祖不忍心，只好命李襸自盡，正祖二年（1778）二月，正祖將趙氏從外島釋放，以祭祀李襸。
哲宗元年（1850）十二月，才恢復恩全君的爵位，哲宗二年（1851）二月，命豐溪君李瑭過繼至恩全君，為他立後，高宗八年（1871）三月，賜諡「孝愍」。

## 家庭關係
- 父親：莊祖（장조，思悼世子，1735年－1762年）
- 母親：景嬪朴氏（경빈 박씨，？－1761年）
- 妻：郡夫人　趙氏（1759年－1817年）[28]
  - 養子：豐溪君　李瑭（풍계군 이당，1783年2月1日－1826年5月8日）

## 附註
1. ↑  《承政院日記》英祖四十一年（1765）六月廿六日
2. ↑  《承政院日記》英祖四十一年（1765）六月廿九日
3. ↑  《承政院日記》英祖四十七年（1771）二月十日
4. ↑  《承政院日記》英祖四十九年（1773）三月四日
5. ↑  《朝鮮實錄．正祖實錄》4卷，1年（1777）8月19日
…上曰: “趙峸卽金龜柱之親裨也。 其時恩全之婚姻, 亦有委折, 龜柱中間周旋, 一夜之間, 猝定於峸。…
6. ↑  《承政院日記》英祖四十九年（1773）三月五日
7. ↑  《承政院日記》英祖四十九年（1773）六月廿五日
8. ↑  《承政院日記》英祖四十九年（1773）十月四日
9. ↑  《承政院日記》英祖四十九年（1773）十月五日
10. ↑  《承政院日記》英祖五十年（1774）二月三日
11. ↑  《承政院日記》英祖五十年（1774）五月一日
12. ↑  《承政院日記》英祖五十年（1774）五月二十日
13. ↑  《承政院日記》英祖五十年（1774）九月十九日
14. ↑  《承政院日記》英祖五十一年（1775）四月廿四日
15. ↑  《承政院日記》英祖五十一年（1775）十二月十日
16. ↑  《承政院日記》英祖五十二年（1776）一月十七日
17. ↑  《承政院日記》英祖五十二年（1776）一月二十日
18. ↑  .   [2012-08-26]. （原始内容存档于2020-04-18）.
19. ↑  .   [2012-08-26]. （原始内容存档于2020-04-18）.
20. ↑  .   [2012-08-26]. （原始内容存档于2020-04-18）.
21. ↑  《朝鮮實錄．正祖實錄》1卷，卽位年（1776）7月5日紀錄4
22. ↑  .   [2012-08-26]. （原始内容存档于2020-04-18）.
23. ↑  .   [2012-08-26]. （原始内容存档于2020-04-18）.
24. ↑  .   [2012-08-26]. （原始内容存档于2018-11-03）.
25. ↑  http://visualjoseon.aks.ac.kr/viewer/view?itemId=jb&gubun=pa&dataId=K24725_007%5E은전군파%5E은전군파
26. ↑  .   [2012-08-26]. （原始内容存档于2020-04-18）.
27. ↑  .   [2012-08-26]. （原始内容存档于2018-11-03）.
28. ↑  《恩全君嘉禮謄錄》…南部趙氏年己卯生十月二十八日丑時本平壤父郡守峸…